# プリンセスとドラゴンの魔法の本
『プリンセスとドラゴンの魔法の本』（ぷりんせすとどらごんのまほうのほん、英語: The Princess and the Dragon）は、2018年にロシアで公開された3DCGアニメーション映画。1984年の映画「ネバーエンディング・ストーリー」のオマージュ作品であり、エンディング・テーマは同作の主題歌「 THE NEVER ENDING STORY」のカバー曲となっている。日本では劇場未公開であったが、2020年に日本語吹き替え版が収録されたDVDが発売され、一部の定額制動画配信サービスでも配信されている。

## ストーリー
ある王国のプリンセスであるバーバラの母親アンナ女王は、ある日、姿を消して行方不明となった。バーバラの父親アリスター国王は必死に女王を探すも見つからず、その間、バーバラは国王の部下である大臣バルタザールによって育てられた。
バーバラは7歳の誕生日に城の古い書庫で1冊の光り輝く魔法の本を見つける。その本を開くと、バーバラは本の中の世界に入ってしまい、小さなドラゴンドラゴーシャと出会う。ドラゴーシャと友達となったバーバラは本の世界を行き来するようになる。
ある日、バーバラは本の世界で魔法の鏡を見つける。バーバラは魔法の鏡に消えた母親の手がかりがあると考え、鏡の謎を探り始める。

## キャスト
括弧内は日本語吹き替え版の声優を指す（下記の2名以外は未公開）。
- プリンセス・バーバラ…アニ・ロラック（ロシア語版）（小倉唯）[3]
- ドラゴーシャ…セルゲイ・スミルノフ（山本和臣）[3]
- アンナ女王…イリーナ・キリーヴァ
- アリスター国王…ディオミド・ヴィノグラードフ
- バルタザール…コンスタンチン・コジェフニコフ
- ドラおじさん…ヴァシリー・ダフネンコ（ロシア語版）